# Ryan Lochte
Pour les articles homonymes, voir Lochte.
Ryan Steven Lochte, né le 3 août 1984 à Canandaigua, est un nageur américain spécialiste des épreuves de dos et quatre nages. Détenteur de 12 médailles olympiques dont six titres, et trente-neuf fois champion du monde en grand et petit bassin depuis 2004, il est le seul nageur de l'histoire avec Grant Hackett à avoir conservé un titre mondial sur quatre championnats consécutifs, en l'occurrence sur 200 m quatre nages entre 2009 et 2015. Il détenait d'ailleurs le record du monde de la distance, pris à son grand rival Michael Phelps en 2009, jusqu'à ce qu'il en soit dépossédé à son tour par Léon Marchand le 30 juillet 2025 lors des demi-finales des championnats du monde.
Aux Jeux de Rio en 2016, Lochte provoque un scandale international (la presse américaine évoque un « Lochtegate ») quand en compagnie de trois coéquipiers, il déclare avoir été agressé et détroussé par des hommes armés alors qu'il masque en fait l'inverse, c'est-à-dire des dégradations commises dans une station service par les trois nageurs américains éméchés. Puis il est suspendu quatorze mois par l'USADA pour dopage en 2018, après s'être lui-même montré en train de se faire une injection intraveineuse de vitamines.

## Vie privée
Ryan Lochte est le fils de Steven Lochtent, un Américain - Français, et d'Ileana, une Cubaine. Il vit ses premières années dans le quartier de Canandaigua, à New York, puis sa famille s'installe en Floride où son père devient son premier entraîneur de natation. Très polyvalent, Ryan Locte s'illustre tant en dos qu'en quatre nages et participe régulièrement aux relais américains. Son point fort est la coulée.
Depuis 2015, il est en couple avec Kayla, une ancienne playmate. Ils ont eu un fils Caiden Zane. Ils se sont mariés en 2018 et attendent une petite fille pour juin 2019 qu'ils ont prévu d'appeler Liv Rae.

## Carrière sportive

### 2004-2005
Ryan Lochte commence sa carrière internationale en 2004 lors des Jeux olympiques d'Athènes. Qualifié pour le 4 × 200 m, il remporte la course en compagnie de Michael Phelps, Klete Keller et Peter Vanderkaay à 13 centièmes devant des Australiens, qui n'avaient pas été battus depuis 6 ans. Le lendemain 18 août 2004, il arrive deuxième lors de la finale du 200 m 4 nages, à plus d'une seconde du vainqueur, Michael Phelps. La même année, lors des Championnats du monde de natation en petit bassin qui se déroulent à Indianapolis (États-Unis) du 7 au 10 octobre, il gagne trois médailles. Tout d'abord, il arrive deuxième dans le 200 m 4 nages avant d'obtenir la médaille de bronze dans l'épreuve du 200 m nage libre. Le relais 4 × 200 m lui permet d'obtenir sa première médaille d'or.
En 2005, il participe aux Championnats du monde en grand bassin qui se déroulent à Montréal du 16 au 31 juillet. Il empoche deux médailles de bronze en individuel, la première le 28 juillet dans l'épreuve du 200 m 4 nages en 1:57.79 derrière Michael Phelps et László Cseh. La deuxième, il l'obtient lors du 200 m dos le 29 juillet en 1:57.00. Il gagne la médaille d'or avec le relais 4 × 200 m nage libre le 28 juillet en 7:06.58.

### 2006-2007
En 2006 se déroulent les Championnats du monde en petit bassin en 2006 à Shanghai (Chine) du 5 au 9 avril. Ryan Lochte emporte 5 médailles dont 3 titres. En individuel, il gagne le 200 m 4 nages en établissant le nouveau record du monde en 1 min 53 s 31 puis le 400 m 4 nages en établissant son record personnel sur la distance. Un peu plus tard, il bat un second record du monde lors du 200 m dos en 1 min 49 s 05. Dans les relais, il est médaillé d'argent au 4 × 100 m 4 nages et double médaillé de bronze pour 4 × 100 m et le 4 × 200 m nage libre. Peu après, les Championnats pan-pacifiques 2006 débutent à Victoria (Canada) du 17 au 21 août 2006. Il y est médaillé d'or lors du relais 4 × 200 m nage libre et double médaillé d'argent en 200 m 4 nages et en 100 m dos.
Lors des championnats du monde 2007, il remporte la médaille d'or du 200 m dos (record du monde à la clé) et détrône le ténor de la discipline, Aaron Peirsol. Lors de la compétition, il participe au record du monde du relais américain 4 × 200 m nage libre et conserve ainsi son titre acquis lors de l'édition précédente. Enfin, il remporte trois médailles d'argent lors des deux épreuves individuelles 4 nages et sur le 100 m dos,.

### Jeux olympiques de 2008

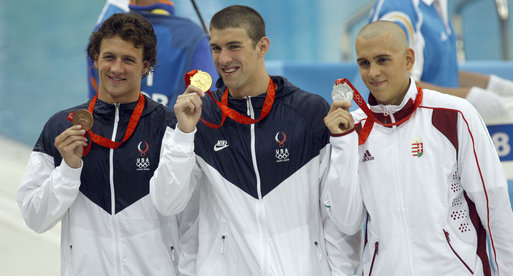
Lochte (à gauche) sur le podium du 400 m quatre nages à Pékin en 2008

Quelques mois avant les Jeux se déroulent les Championnats du monde en petit bassin de 2008 à Manchester (Royaume-Uni). À cette occasion, il réalise le triple 100-200-400 m 4 nages en faisant sauter les records du monde sur le 100 et le 200 m. Il obtient aussi une médaille d'argent en 200 m dos puis dans le relais 4 × 100 m 4 nages. Sa médaille d'or est obtenue avec le relais 4 × 100 m nage libre où le relais américain établit le nouveau record du monde.
En 2008, aux Jeux olympiques de Pékin, il remporte deux médailles de bronze sur 200 et sur 400 m 4 nages, à chaque fois derrière Michael Phelps et László Cseh.
Le 15 août 2008, il devance Aaron Peirsol sur le 200 m dos et remporte son premier titre olympique individuel, avec un nouveau record du monde.

### 2009: l'année de la confirmation
2009 est l'année de la confirmation[réf. nécessaire] pour Ryan Lochte. Aux championnats du monde grand bassin en 2009 à Rome (Italie), il remporte 4 médailles d'or et une de bronze. Il est doré sur les deux épreuves du 4 nages individuel en battant le record du monde de Michael Phelps sur le 200 m. Toujours en individuel, il est médaillé de bronze sur le 200 m dos derrière Aaron Peirsol et Ryosuke Irie. Il est médaillé d'or dans les relais 4 × 100 et 4 × 200 m nage libre, qui bat là encore le record du monde.

### 2010-2011
Aux Championnats pan-pacifiques de 2010 à Irvine (États-Unis), il emporte 6 titres : le 200 m dos, le 200 et le 400 m 4 nages, le 4 × 100 et le 4 × 200 nage libre et le 4 × 100 m 4 nages.
Aux Championnats du monde petit bassin en 2010 à Dubaï (Émirats arabes unis), il repart en étant déclaré le meilleur nageur de la compétition. En effet, il y gagne 6 titres et bat 2 record mondiaux.
En dos, il est médaillé d'or sur le 200 m avec un nouveau record personnel. Il réalise une nouvelle fois le triplé 100-200-400 m sur les 4 nages individuels en battant les records du monde du 200 et du 400 m. Il est aussi médaillé d'or lors du relais 4 × 100 4 nages avec Nicholas Thoman, Mihail Alexandrov et Garrett Weber-Gale.
Lors des Championnats du monde de 2011 à Shanghai (Chine), il remporte cinq médailles d'or, dont quatre en individuel. Il s'adjuge les deux épreuves individuelles 4 nages, (en améliorant son propre record du monde du 200 m 4 nages), le 200 m dos, le 200 m nage libre ainsi que le relais 4 x 200 m nage libre. Par deux fois en finale, il bat son compatriote Michael Phelps sur 200 m quatre nages et sur 200 m nage libre. Il est également médaillé de bronze au relais 4 x 100 m nage libre. Il était, à l'époque, le seul nageur avec Sun Yang à avoir battu un record du monde depuis l'abandon des combinaisons en polyuréthane.
En 2010 et 2011, il est élu Nageur international de l'année par la Fédération internationale de natation.

### Jeux olympiques de 2012
Du 28 juillet au 12 août se déroulent les épreuves de natation aux Jeux olympiques d'été de 2012 à Londres (Royaume-Uni). Ryan Lochte gagne 5 médailles dont 2 titres lors de ces Jeux. Tout d'abord, il est médaillé d'or sur le 400 m 4 nages. Ensuite médaillé d'argent avec le relais américain derrière les Français dans le 4 × 100 m nage libre en étant battu sur les 25 derniers mètres par Yannick Agnel. Le lendemain, il arrive quatrième lors du 200 m nage libre. Il est le premier relayeur du relais 4 × 200 m nage libre américain qui remporte la médaille d'or. Le sixième jour des Jeux, il nage deux finales le même soir. En premier lieu, il est médaillé de bronze sur le 200 m dos derrière Tyler Clary et Ryōsuke Irie puis il est médaillé d'argent derrière Michael Phelps sur le 200 m 4 nages.

### Jeux olympiques de 2016
Lors des Jeux olympiques d'été de 2016 à Rio de Janeiro, il remporte la médaille d'or avec le relais américain sur le 4 × 200 mètres nage libre. Avec trois autres nageurs américains, il affirme avoir été victime d'un vol sous menace d'arme par de faux policiers, mais une caméra de surveillance révèle qu'en réalité, Lochte et ses compagnons, en état d'ivresse, ont commis des dégradations et s'en sont pris à un vigile. Lochte reconnaît avoir menti. Le Comité olympique des États-Unis et la Fédération américaine de natation le suspendent pour dix mois et le condamnent à vingt heures de travail d'intérêt public. Les sponsors résilient leur contrat de partenariat avec le nageur qui est présenté comme « l'horrible Américain » par la presse tabloïd américaine.

### 2017-2018
À la suite de l'affaire des Jeux olympiques de Rio en 2016, il est poursuivi par la justice brésilienne pour « dénonciation mensongère d'un crime ». Les poursuites sont finalement abandonnées en juillet 2017. En mai 2018, un an après le classement de la première plainte, le parquet de Rio de Janeiro dépose plainte contre le nageur.
En juin 2018, il devient papa d'un petit garçon nommé Caiden avec sa compagne, Kayla Rae Reid. Ils se marient en janvier 2018 à Gainesville (Floride).
Le 6 août 2017, il revient à la compétition après ses dix mois de suspension lors de l'US Open de natation où il termine 5e du 100 m dos.
Le 23 juillet 2018, la fédération américaine de natation suspend Ryan Lochte pour quatorze mois pour s'être fait une perfusion de vitamines à une dose supérieure à ce qui est autorisé par l'agence antidopage américaine. Il s'est fait prendre après avoir posté une photo de sa perfusion sur les réseaux sociaux le 24 mai. Il ne pourra donc pas participer aux Championnats du monde de natation en 2019.

## Télévision et image publique
Le 12 septembre 2016, il figure au casting de la 23e saison de Dancing with the Stars en duo avec Cheryl Burke. Lors de la première représentation, il est pris à partie par deux hommes en direct à la télévision.
En janvier 2019, la chaine américaine CBS dévoile le casting de la deuxième saison de l'émission Celebrity Big Brother (U.S.), et il fait partie des 12 nouvelles célébrités à participer au programme. Au bout de 13 jours d'enfermement, il est éliminé par ces colocataires face à la chanteuse Tamar Braxton.
La National Public Radio a présenté Ryan Lochter comme un prototype de la culture Bro dans le monde du sport.

## Palmarès
Remarque : les temps affichés correspondent aux temps réalisés en finale.

### Jeux olympiques
| Épreuve              | Édition              | Édition              | Édition              | Édition          |
| Épreuve              | Athènes 2004         | Pékin 2008           | Londres 2012         | Rio 2016         |
| 200 m dos            | -                    | Or 1 min 53 s 94 RM  | Bronze 1 min 53 s 94 | -                |
| 200 m 4 nages        | Argent 1 min 58 s 78 | Bronze 1 min 56 s 53 | Argent 1 min 54 s 90 | 5e 1 min 57 s 47 |
| 400 m 4 nages        | -                    | Bronze 4 min 8 s 09  | Or 4 min 5 s 18      | -                |
| 4 × 100 m nage libre | -                    | -                    | Argent 3 min 10 s 38 | -                |
| 4 × 200 m nage libre | Or 7 min 3 s 33      | Or 6 min 58 s 56 RM  | Or 6 min 59 s 70     | Or 7 min 0 s 66  |

### Championnats du monde
| Épreuve / Édition          | Grand bassin         | Grand bassin          | Grand bassin          | Grand bassin          | Grand bassin         | Grand bassin        |
| Épreuve / Édition          | Montréal 2005        | Melbourne 2007        | Rome 2009             | Shanghai 2011         | Barcelone 2013       | Kazan 2015          |
| 200 m nage libre           | —                    | —                     | —                     | Or 1 min 44 s 44      | 4e 1 min 45 s 64     | 4e 1 min 45 s 83    |
| 100 m dos                  | —                    | Argent 53 s 50        | —                     | —                     | —                    | —                   |
| 200 m dos                  | Bronze 1 min 57 s 00 | Or 1 min 54 s 32 – RM | Bronze 1 min 53 s 82  | Or 1 min 52 s 96      | Or 1 min 53 s 79     | —                   |
| 200 m quatre nages         | Bronze 1 min 57 s 79 | Argent 1 min 56 s 19  | Or 1 min 54 s 10 – RM | Or 1 min 54 s 00 – RM | Or 1 min 54 s 98     | Or 1 min 55 s 81    |
| 400 m quatre nages         | —                    | Argent 4 min 9 s 73   | Or 4 min 7 s 01       | Or 4 min 7 s 13       | —                    | —                   |
| 4 × 100 m nage libre       | —                    | —                     | Or 3 min 9 s 21 – RC  | Bronze 3 min 11 s 96  | Argent 3 min 11 s 42 | —                   |
| 4 × 200 m nage libre       | Or 7 min 6 s 58      | Or 7 min 3 s 24 – RM  | Or 6 min 58 s 55 – RM | Or 7 min 2 s 67       | Or 7 min 1 s 72      | Argent 7 min 4 s 75 |
| 4 × 100 m 4 nages          |                      |                       |                       |                       |                      | Or                  |
| 4 × 100 m nage libre mixte |                      |                       |                       |                       |                      | Or 3 min 23 s 05 RM |

| Épreuve / Édition      | Petit bassin         | Petit bassin          | Petit bassin          | Petit bassin          | Petit bassin          | Petit bassin         |
| Épreuve / Édition      | Indianapolis 2004    | Shanghai 2006         | Manchester 2008       | Dubaï 2010            | Istanbul 2012         | Doha 2014            |
| 200 m nage libre       | Bronze 1 min 44 s 97 | —                     | —                     | Or 1 min 41 s 08 – RC | Or 1 min 41 s 92      | Bronze 1 min 42 s 09 |
| 200 m dos              | —                    | Or 1 min 49 s 05 – RM | Argent 1 min 47 s 91  | Or 1 min 46 s 68 – RC | Argent 1 min 48 s 50  | Argent 1 min 48 s 20 |
| 100 m papillon         | —                    | —                     | —                     | —                     | Bronze 49 s 59        |                      |
| 100 m quatre nages     | —                    | —                     | Or 51 s 15 – RM       | Or 50 s 86            | Or 51 s 21            | Bronze 51 s 24       |
| 200 m quatre nages     | Argent 1 min 55 s 86 | Or 1 min 53 s 31 – RM | Or 1 min 51 s 56 – RM | Or 1 min 50 s 08 – RM | Or 1 min 49 s 63 – RM | Argent 1 min 51 s 31 |
| 400 m quatre nages     | —                    | Or 4 min 2 s 49 – RC  | Or 4 min 3 s 21       | Or 3 min 55 s 50 – RM | —                     |                      |
| 4 × 100 m nage libre   | —                    | Bronze 3 min 11 s 92  | Or 3 min 08 s 44 – RM | —                     | Or 3 min 06 s 40      | Bronze 3 min 05 s 58 |
| 4 × 200 m nage libre   | Or 7 min 3 s 71      | Bronze 7 min 4 s 34   | —                     | Argent 6 min 49 s 58  | Or 6 min 51 s 40      | Or 6 min 51 s 68     |
| 4 × 100 m quatre nages | —                    | Argent 3 min 28 s 00  | Argent 3 min 24 s 38  | Or 3 min 20 s 99 – RC | Or 3 min 21 s 03      | Argent 3 min 21 s 49 |
| 4 × 50 m nage libre    | —                    | —                     | —                     | —                     | —                     | Argent 1 min 23 s 47 |

### Championnats pan-pacifiques
| Épreuve              | Édition              | Édition             |
| Épreuve              | Victoria 2006        | Irvine 2010         |
| 100 m dos            | Argent 54 s 02       | -                   |
| 200 m dos            | –                    | Or 1 min 54 s 12 RC |
| 200 m 4 nages        | Argent 1 min 56 s 11 | Or 1 min 54 s 43 RC |
| 400 m 4 nages        | –                    | Or 4 min 7 s 59 RC  |
| 200 m nage libre     | –                    | Or 1 min 45 s 30    |
| 4 × 100 m nage libre | –                    | Or 3 min 11 s 74    |
| 4 × 200 m nage libre | Or 7 min 5 s 28 RC   | Or 7 min 3 s 84 RC  |

## Records

### Records personnels
Ces tableaux détaillent les records personnels de Ryan Lochte en grand et petit bassin au 18 décembre 2012. L'indication RM signifie que le record personnel de l'Américain constitue l'actuel record du monde.
| Épreuve            | Temps         | Compétition                               | Lieu                     | Date       |
| 100 m nage libre   | 48 s 16       | Sélections mondiales américaines de 2009  | Indianapolis, États-Unis | 10/07/2009 |
| 200 m nage libre   | 1 min 44 s 44 | Championnats du monde 2011                | Shanghai, Chine          | 30/06/2008 |
| 100 m dos          | 53 s 37       | Sélections olympiques américaines de 2008 | Omaha, États-Unis        | 01/07/2008 |
| 200 m dos          | 1 min 52 s 96 | Championnats du monde 2011                | Shanghai, Chine          | 29/07/2011 |
| 200 m quatre nages | 1 min 54 s 00 | Championnats du monde 2011                | Shanghai, Chine          | 30/07/2011 |
| 400 m quatre nages | 4 min 05 s 18 | Jeux olympiques de 2012                   | Londres, Royaume-Uni     | 28/07/2012 |

| Épreuve            | Temps         | Compétition                | Lieu                       | Date       |
| 100 m nage libre   | 47 s 09       | Championnats du monde 2008 | Manchester, Royaume-Uni    | 09/04/2008 |
| 200 m nage libre   | 1 min 41 s 08 | Championnats du monde 2010 | Dubaï, Émirats arabes unis | 15/12/2010 |
| 100 m dos          | 49 s 99       | Championnats du monde 2006 | Shanghai, Chine            | 09/04/2006 |
| 200 m dos          | 1 min 46 s 68 | Championnats du monde 2010 | Dubaï, Émirats arabes unis | 19/12/2010 |
| 100 m quatre nages | 50 s 71       | Championnats du monde 2012 | Istanbul, Turquie          | 15/12/2012 |
| 200 m quatre nages | 1 min 49 s 63 | Championnats du monde 2012 | Istanbul, Turquie          | 14/12/2012 |
| 400 m quatre nages | 3 min 55 s 50 | Championnats du monde 2010 | Dubaï, Émirats arabes unis | 16/12/2010 |

### Records du monde battus
Ce tableau détaille les dix records du monde individuels battus par Ryan Lochte durant sa carrière ; sept l'ont été en petit bassin, trois en grand bassin.
| Épreuve                            | Temps         | Compétition                | Lieu                       | Date       |
| 100 m quatre nages en petit bassin | 51 s 25       | Championnats du monde 2008 | Manchester, Royaume-Uni    | 12/04/2008 |
| 100 m quatre nages en petit bassin | 51 s 15       | Championnats du monde 2008 | Manchester, Royaume-Uni    | 13/04/2008 |
| 100 m quatre nages en petit bassin | 50 s 71       | Championnats du monde 2012 | Istanbul, Turquie          | 15/12/2012 |
| 200 m quatre nages en petit bassin | 1 min 53 s 31 | Championnats du monde 2006 | Shanghai, Chine            | 07/04/2006 |
| 200 m quatre nages en petit bassin | 1 min 51 s 56 | Championnats du monde 2008 | Manchester, Royaume-Uni    | 11/04/2008 |
| 200 m quatre nages en petit bassin | 1 min 50 s 08 | Championnats du monde 2010 | Dubaï, Émirats arabes unis | 17/12/2010 |
| 200 m quatre nages en petit bassin | 1 min 49 s 63 | Championnats du monde 2012 | Istanbul, Turquie          | 14/12/2012 |
| 200 m quatre nages en grand bassin | 1 min 54 s 10 | Championnats du monde 2009 | Rome, Italie               | 30/07/2009 |
| 200 m quatre nages en grand bassin | 1 min 54 s 00 | Championnats du monde 2011 | Shanghai, Chine            | 30/07/2011 |
| 100 m dos en petit bassin          | 49 s 99       | Championnats du monde 2006 | Shanghai, Chine            | 09/04/2006 |
| 200 m dos en petit bassin          | 1 min 49 s 05 | Championnats du monde 2006 | Shanghai, Chine            | 09/04/2006 |
| 200 m dos en grand bassin          | 1 min 54 s 32 | Championnats du monde 2007 | Melbourne, Australie       | 30/03/2007 |
| 200 m dos en grand bassin          | 1 min 54 s 32 | Jeux olympiques de 2008    | Pékin, Chine               | 15/08/2008 |
| 400 m quatre nages en petit bassin | 3 min 55 s 50 | Championnats du monde 2010 | Dubaï, Émirats arabes unis | 16/12/2010 |